# Johann Friedrich Blumenbach
Johann Friedrich Blumenbach, nemški zdravnik, prirodoslovec, fiziolog in antropolog, * 11. maj 1752, Gotha, † 22. januar 1840, Göttingen.
Bil je eden prvih, ki je študiral človeštvo z vidika naravoslovne zgodovine. Svoje nauke s področja primerjalne anatomije je črpal iz klasifikacije človeških ras. S klasifikacijo človeških ras se je že predhodno ukvarjal in prišel do zaključka, da obstaja pet ras. Bil je pripadnik göttingenske zgodovinske šole.

## Zgodnje življenje
Blumenbach se je rodil v družinski hiši v Goti. Njegov oče, Heinrich Blumenbach je bil ravnatelj, njegova mati pa je bila Charlotte Eleonore Hedwig Buddeus. Rojen je bil v prominentno družino akademikov. Medicino je najprej študiral v Jeni, nato v Göttingenu. Leta 1775 je diplomiral z nalogo “De generis humani varietate nativa” (O naravni raznovrstnosti človeštva). Diplomska naloga velja za eno najpomembnejših del pri razvoju poznejših pojmov o "človeških rasah".
Njegova disertacija »On the Unity of Mankind« (1795) je poznana po kvalitetnem znanstvenem pristopu k študiji človeške variacije, ki je predstavljena kot začetna točka antropologije.
Pogosto ga imenujemo tudi oče fizikalne antropologije, ker je utemeljil eno najzgodnejših klasifikacij človeških ras.

## Kariera
Imenovan je bil za izrednega profesorja medicine in inšpektorja prirodoslovnega muzeja v Göttingenu leta 1776. Leta 1778 je postal redni profesor. Z različnimi prispevki na področju medicine, fiziologije in anatomije je prispeval k “Medicinische Bibliothek”, katere urednik je bil od leta 1780 do 1794. V fiziologiji je pod vplivom šole Albrechta von Hallerja ustvaril svojo teorijo s podrobno primerjavo živalskih funkcij človeka z drugimi živalmi. Po identifikaciji barona Cuvierja je Blumenbach leta 1799 dal dlakavemu mamutu prvo znanstveno ime, Elephas primigenius (prvi rojen slon).
Svoj ugled je povečal z objavo dela Institutionses Physiologicae (1787). V delu strnjeno, a dobro predstavi svoj pogled na živalske funkcije. Med svojo prvo izdajo in letom 1821, je delo doživelo številne izdaje v Nemčji, kjer je na koncu postalo splošni učbenik fiziološke znanosti. V ZDA jo je v angleščino prevedel Charles Caldwell (Philadelphia 1798), v Londonu je delo prevedel John Elliotson (1807).
Eno njegovih bolj znanih del je tudi Handbuch der vergleichenden Anatomie. To je učbenik, ki je doživel v Nemčiji številne izdaje od leta 1805 do 1824. Leta 1809 je učbenik prevedel v angleščino kirurg Sir William Lawrence. Z dodatnimi izboljšavami je delo prevedel tudi William Coulsona leta 1827.
Čeprav je največji del svojega življenja Blumenbach preživel v Göttingenu, je leta 1789 obiskal Švico in v Bibliotheku podal zanimivo medicinsko topografijo te države. Leta 1788 in 1792 je bil v Angliji. Leta 1793 je bil v Londonu izvoljen za tujega člana Kraljeve družbe. Leto kasneje je postal tuji častni član Ameriške akademije znanosti in umetnosti. Leta 1808 je postal zunanji dopisnik za Nizozemsko kraljevo akademijo znanosti in umetnosti. V letu 1827 pa je postal član. Leta 1812 je bil imenovan za tajnika v Royal Society of Sciences v Göttingenu. Kasneje je v Hanovru Blumenbach prevzel mesto zdravnik kraljeve družine. leta 1821 je prejel naziv Viteški Poveljnik, ki mu ga je podelil Kraljevi Guelphic Red. V letu 1831 je bil izvoljen za člana Akademije znanosti v Parizu. Ob praznovanju njegovega doktorskega jubileja (1825), so ustanovili sklad za štipendije za pomoč nadarjenim mladim zdravnikom in naravoslovcem. Leta 1813 je bil izvoljen za tujega člana Kraljevske švedske akademije znanosti. Leta 1835 se je upokojil in kasneje leta 1840 v Göttingenu tudi umrl.

### Prepričanja o rasah
Blumenbach je bil prvi, ki je postavil v ospredje pomembnost primerjalne anatomije v zgodovini človeštva. Njegova raziskava o šestdesetih lobanjah, ki je bila originalno objavljena kot Decas craniorum (Göttingen, 1790–1828) ga je pripeljala do zaključka, da je razdelil človeštvo v 5 glavnih družin (1779) in jih kasneje tudi poimenoval (1793/1795):
Kavkazi ali bela rasa,
Mongolci ali rumena rasa, vključevali tudi prebivalce iz vzhodne in srednje Azije ,
Malajci ali rjava rasa, vključevali tudi prebivalce jugovzhodne Azije in prebivalkce pacifiškega otočja,
Etiopijci ali črna rasa, vključevali tudi prebivalce sub-saharske Afrike,
Američani ali rdeča rasa, vključevali tudi Indijance.
Ta raziskava je bila temeljno delo za druge znanstvenike na področju kraniometrije, prav tako pa tudi njegovo najpomembnejše delo na področju antropologije. Blumenbach je z njo ugotovil, da se posamezni Afričani bolj razlikujejo med sabo kot Evropejci. 
Blumenbach je stal za svojimi prepričanji, da so fizikalne lastnosti človeka, kot npr. barva kože, profili lobanje itd., pogojene z geografijo in prehrano. Tako kot drugi monogenetiki kot npr. Georges-Louis Leclerc, Comte de Buffon, se je Blumenbach držal tako imenovane »degenerativne hipoteze« o rasnem izvoru. Imel je teorijo, da sta bila Adam in Eva kavkaza, naseljenca v Aziji in da so druge rase prišle po degeneraciji okoljskih dejavnikov kot na primer sonce in slaba prehrana. Zato je trdil, da se je »temna« pigmentacija razvila kot rezultat vročine tropskega sonca, medtem ko je mrzli veter povzročil »rumenorjavo« polt eskimo. Prebivalci Kitajske naj bi bili v primerjavi z drugimi prebivalci Azije »svetlopolti«, ker so se zadrževali predvsem v mestih, kjer so bili zavarovani pred okoljskimi dejavniki. Verjel je celo, da je degeneracija lahko obrnjena v primernem, kontroliranem okolju in da so lahko vse sodobne oblike človeka lahko sprevržene nazaj v originalno obliko – kavkaško raso.
Poleg tega je ugotovil, da afričani niso manjvredni od ostalih ras človeštva, temveč da glede na zdravstvene sposobnosti razumevanja, imajo izjemne naravne rezultate mentalne kapacitete. Izjavil je – citirano:
"Finally, I am of opinion that after all these numerous instances I have brought together of negroes of capacity, it would not be difficult to mention entire well-known provinces of Europe, from out of which you would not easily expect to obtain off-hand such good authors, poets, philosophers, and correspondents of the Paris Academy; and on the other hand, there is no so-called savage nation known under the sun which has so much distinguished itself by such examples of perfectibility and original capacity for scientific culture, and thereby attached itself so closely to the most civilized nations of the earth, as the Negro."
Blumenbach ni svoje »degenerativne hipoteze« obravnaval kot rasistične in bil zato ostro kritiziran tako iz strani Christopha Meinersa, ki je bil mladi praktikant znanstvenega rasizma, kot s strani Samuela Thomasa von Sömmerringa, ki je sklepal iz obdukcije, da so bili Afričani šibkejša rasa.
Blumenbach je napisal tri eseje z argumentacijami »ne-belih ljudi«, ki so sposobni v umetnosti in znanosti ter nasprotujejo rasistom njegovega časa.
Te ideje so bile manj vplivne. Vseeno pa so jih prevzeli drugi raziskovalci, ki so jih uporabili kot spodbudo k znanstvenemu rasizmu. Njegova dela so uporabili mnogi biologi in znanstveniki primerjalne anatomije v devetnajstem stoletju, ki jih je zanimal izvor ras.

### Druge naravoslovne študije
V svoji disertaciji je Blumenbach omenil ime Simia troglodytes v povezavi s kratkim opisom o navadnem šimpanzu. Ta disertacija je bila natisnjena, vendar je bila na razpolago za uporabo le na Univerzi v Göttingenu in ne za širšo publiko. Kasneje so jo objavili tudi v javnosti in sicer leta 1776. Blumenbach je vedel, da je Linnaeus že prej razvil ime Homo troglodytes, za slabo poznanega primata in je zato leta 1779 obravnaval to Linnejevo ime in prišel do pravega zaključka, da se je Linnaeus spopadal z dvema vrstama, človekom in orangutanom. Nobeden od teh dveh pa ni bil šimpanz. Zaključil je, da ime Homo troglodytes ne more biti uporabljeno. Tako Blumenbacha lahko spoznamo za enega prvih znanstvenikov, ki je razumel identitete različnih vrst primatov, ki so bile poleg človeka še orangutani in šimpanzi. Gorile še niso bile poznane Evropejcem v tem času. ICZN komisija je bila leta 1985 odločena, da bi Blumenbachov pogled moral biti razumljen in obravnavan. Simia troglodytes, kot je objavil Blumenbach leta 1779, bo tipska vrsta roda Pan in ker je bilo to najstarejše prosto ime za navadnega šimpanza, bo tudi uporabljeno za to vrsto. ICZN komisija ni bila obveščena, da je Blumenbach že omenil to ime v svoji disertaciji. Po pravilih mednarodnega kodeksa zoološke nomenklature bi znanstveno ime ene najbolj poznanih afriških živali danes, trenutno poznane po imenu Pan troglodytes, moralo biti Blumenbachovo ime iz leta 1776.